# Ukiah (Oregon)
Ukiah és una població dels Estats Units a l'estat d'Oregon. Segons el cens del 2000 tenia 255 habitants.

## Demografia
Segons el cens del 2000, Ukiah tenia 255 habitants, 96 habitatges, i 69 famílies. La densitat de població era de 468,8 habitants per km².
Dels 96 habitatges en un 33,3% hi vivien nens de menys de 18 anys, en un 60,4% hi vivien parelles casades, en un 5,2% dones solteres, i en un 27,1% no eren unitats familiars. En el 19,8% dels habitatges hi vivien persones soles el 6,3% de les quals corresponia a persones de 65 anys o més que vivien soles. El nombre mitjà de persones vivint en cada habitatge era de 2,52 i el nombre mitjà de persones que vivien en cada família era de 2,79.
Per edats la població es repartia de la següent manera: un 26,3% tenia menys de 18 anys, un 7,5% entre 18 i 24, un 27,5% entre 25 i 44, un 25,5% de 45 a 60 i un 13,3% 65 anys o més.
L'edat mediana era de 40 anys. Per cada 100 dones de 18 o més anys hi havia 108,9 homes.
La renda mediana per habitatge era de 34.773$ i la renda mediana per família de 35.313$. Els homes tenien una renda mediana de 31.250$ mentre que les dones 25.625$. La renda per capita de la població era de 13.945$. Aproximadament el 10,7% de les famílies i el 18,5% de la població estaven per davall del llindar de pobresa.